# 청야
《청야》는 2013년에 개봉한 대한민국의 영화이다. 6·25 전쟁 중이던 1951년 2월, 거창군 신원면 일대의 마을 사람들 719명이 몰살당했던 거창민간인학살사건의 이야기이다.

## 줄거리
손녀 지윤(안미나 분)은 대령 예편 후 치매에 걸려 기억을 잃어버린 할아버지 이노인(명계남 분)의 사진첩에서 어린 소녀의 모습이 담긴 낡은 사진 한 장을 발견한다. 평생 할아버지의 마음에 새겨진 소녀의 사진이다.
할아버지가 간직한 사진 속 어린 소녀를 찾기 위해 할아버지와 손녀딸이 역사의 현장으로 간다.

## 캐스팅
- 김기방 : 차 피디 역
- 안미나 : 이지윤  역
- 백승현  : 홍강식 역
- 명계남 : 이 노인 역
- 장두이 : 김종규 역
- 이대연 : 오 소장 역
- 김현아 : 박 주사 역
- 김용진 : 이 피디 역
- 경인선 : 지윤 모 역
- 지대한 : 백 소장 역
- 오성태 : 곽 주무 역
- 김남진 : 간병인 역
- 홍광석 : 집배원 역
- 이숙 : 수동댁 역
- 조양근 : 산종배 역
- 이준희 : 산불역 역
- 이근호 : 산불역 역
- 박외종 : 산불역 역
- 강태영 : 철가방 역
- 양귀례 : 선우조모 역
- 정예진 : 선우 역
- 이춘자 : 포차주인 역
- 이원재 : 포수 역
- 김성재 : 재연군인 역
- 이다은 : 재연소녀 역
- 김영자 : 소녀조모 역
- 장정연 : 연수사 신도 역
- 이효정 : 홍 국장 역 (우정출연)
- 이원발 : 이 과장 역 (우정출연)
- 이홍기 : 군수역 역 (우정출연)